# Karavela

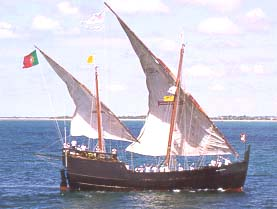
Karavela

Karavela byla obchodní nebo válečná plachetnice, která se začala používat od poloviny 13. století ve Středomoří, především v Janově a Benátkách, ale od 15. století byla užívána Portugalskem a Španělskem při jejich výzkumných plavbách podél Afriky a do Ameriky. Karavela byla oblíbená hlavně pro vysokou rychlost plavby a schopnost křižovat proti větru. Karavela měla obvykle 2 až 3 stěžně s trojúhelníkovitými latinskými plachtami. Tato verze se nazývala „latina“. Nejznámější takovou lodí je patrně Niña z výpravy Kryštofa Kolumba. Na každém stěžni byla vždy jen jedna plachta.
Později byla vyvinuta i verze, která kombinovala čtvercové plachty s latinskou na zadním stěžni. Této verzi se říkalo „redonda“. Nejznámějším zástupcem je pravděpodobně Pinta z výpravy Kryštofa Kolumba. Karavela byla jen zcela výjimečně delší než 20 metrů, nosnost byla 50–100 tun, výtlak do 250 t a její posádku tvořilo 20 až 30 námořníků.
Název lodi byl pravděpodobně odvozen od řeckého slova karabos, což znamená „malá loď“. Typově byla dosti podobná karace, takže oba typy lodí se někdy zaměňují, jindy je karavela považována za menší, popř. starší typ karaky. Takto se např. největší loď výpravy Kryštofa Kolumba Santa María označuje někdy za karavelu, jindy za karaku.
Vyvinuta byla na základě kompilace stávajících rybářských člunů a arabských prvků stavby a oplachtění.